# Bark Psychosis
Bark Psychosis — английская пост-рок-группа/музыкальный проект из восточного Лондона, образованная в 1986 году. Они являются одной из групп, которую Саймон Рейнольдс упомянул, когда в 1994 году придумал «пост-рок» как музыкальный стиль, и поэтому считаются одной из ключевых групп, определяющих жанр.
В своей первоначальной форме группа представляла собой квартет Грэма Саттона, Дэниела Гиша, Джона Линга и Марка Симнетта. Этот состав (с участием других уходящих участников) записал ранние синглы и EP, а также основополагающий альбом 1994 года Hex, прежде чем постепенно распался в течение 1994 года, когда Саттон перешел в свой драм-н-бейсовый проект Boymerang и занялся продюсерской работой. Саттон реформировал Bark Psychosis в 2004 году без кого-либо из предыдущих участников, как гибкий проект, в котором его поддерживал меняющийся список приглашенных музыкантов (включая барабанщика Talk Talk Ли Харриса и экспериментального гитариста Колина Брэдли из Dual). Из-за того, что Саттон вновь сосредоточился на продюсерской работе, Bark Psychosis бездействовали с 2005 года, не было никаких объявлений об окончательном распаде или планах на будущее.

## Дискография
Альбомы
- Hex (1994)
- ///Codename: Dustsucker (2004)

Синглы и мини-альбомы
- "Clawhammer" (1988)
- "All Different Things" (1990)
- "Nothing Feels" (1990)
- "Manman" (1992)
- "Scum" (1992)
- "Hexcerpts" (1994) (promo only)
- "A Street Scene" (1994)
- Blue EP (1994)
- "The Black Meat" (2005)
- 400 Winters EP (2005)

Сборники
- Independency (1994) – содержит все EP с 1988 по 1992 год.
- Game Over (1997) – содержит треки из Hex и предыдущих EP, а также несколько раритетов и ауттейков
- Replay (2004) – релиз похожий на Game Over